# Fontgiève
Le quartier Fontgiève est un quartier de Clermont-Ferrand situé en périphérie du centre-ville. Présent depuis l'Antiquité à nos jours en passant par l'époque médiévale, ce faubourg s'est vue être un lieu évolutif dans ses fonctions et dans sa communauté. Oriental dans l'Antiquité, Fontgiève fut avec le quartier de Saint-Alyre, l'endroit où le christianisme fit son entrée en Auvergne. L'époque médiévale voit sa réapparition à partir du XIe siècle et le quartier se voit être habité par la communauté juive de Clermont, qui va lui donner son nom.
À l'heure actuelle, elle est un carrefour entre le centre-ville de Clermont et les différents quartiers ceinturant la ville. La rue Fontgiève est un axe important de la ville menant notamment au nord-ouest de cette dernière.

## Situation et accès
Le quartier de Fontgiève est situé en périphérie du centre historique de Clermont, entre la place Gilbert-Gaillard au sud-est, le boulevard Lavoisier au nord-ouest et le quartier voisin de Saint-Alyre à l'Est. La rue Fontgiève ne couvre pas l'intégralité du quartier de Fontgiève mais n'en circonscrit que le tracé sud-ouest.

## Toponymie
Le toponyme Fontgiève vient de l'occitan Font Jieva, lui-même dérivé du latin populaire Fonte Judea,, qui signifie La Fontaine juive ou La source juive, désignant ainsi La Fontaine des Juifs et par extension le quartier habité par ces derniers,.
Les écrits médiévaux nous transmettent également une liste de toponymes en ancien occitan et latin : Ainsi, Fontem Judaicam se retrouve en 1201 ;  Fontem Judeum en 1274 et Fontio Judayci en 1318.

## Historique
L'histoire du quartier de Fontgiève est celle d'un lieu vivant, faubourg de la ville fortifiée romaine du IIIe siècle de notre ère puis par la suite, de la cité épiscopale de Clermont.

### L'Antiquité romaine
La période romaine marque l'installation d'un quartier périphérique du centre d'Augustonemetum. Des fouilles archéologiques menées en 2012, à l'angle des rues Gautrez et Sainte-Rose, montrent que ce dernier se voit être à la fois constitué par des échoppes d'artisans mais également par un quartier d'habitation ainsi que par la présence d'un temple, semblant être lié à Jupiter.

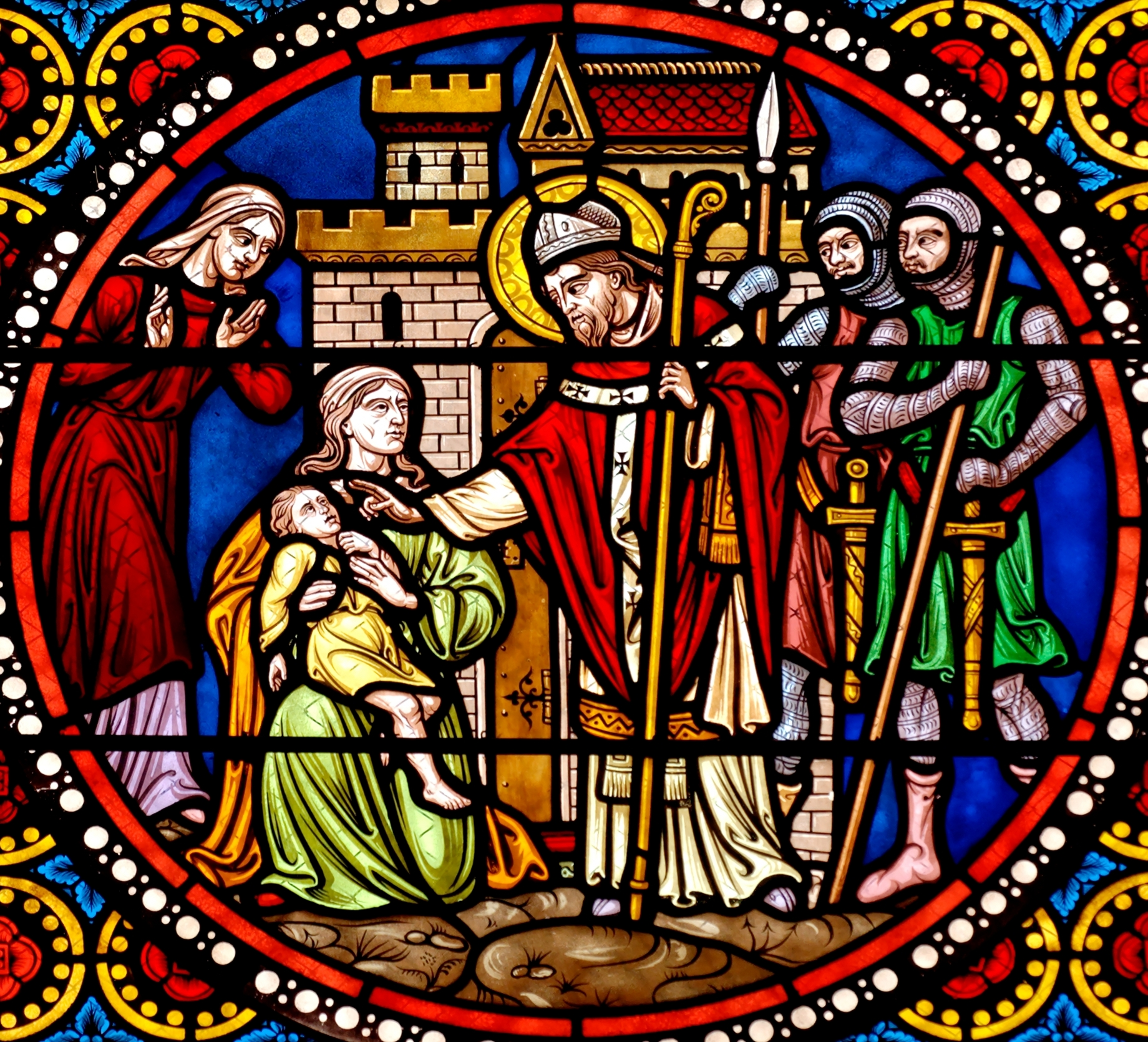
Saint Austremoine bénissant, vitrail de l'église Saint-Austremoine d'Issoire, par François Taureilles.

Durant les premiers siècles de notre ère, l'agglomération en question que forme le quartier se voit être avec son voisin de Saint Alyre, le quartier des populations orientales : syriennes, levantines et juives. Le développement du christianisme amène également à son introduction au sein de ce quartier aux-travers de ces communautés, qui pour certaines vont présenter des convertis au christianisme et ainsi fondé ainsi la première communauté chrétienne d'Auvergne. Ainsi, l'évangélisateur de l'Auvergne, l'évêque Saint Austremoine (IIIe ou début du IVe siècle) se voit être selon la tradition un Juif d'Emmaüs, s'étant converti au christianisme et envoyé sur les ordres du pape évangéliser le territoire auvergnat.
La fin de la période romaine au Ve siècle marque par ailleurs la chute de l'Auvergne et de sa capitale Clermont aux mains des Wisigoths à la suite des pourparlers de l'empereur Julius Nepos, et ce malgré les victoires des auvergnats sur les Goths du roi Euric par leurs chefs Sidoine Apollinaire et Ecdicius. Ce moment voit pour le quartier une période d'abandon, due également à des changements hydrographiques dans la zone en question, et plus particulièrement le changement du cours de la Tiretaine. Ainsi toute la période altomédiévale jusqu'au XIe siècle est marquée par un hiatus archéologique.
Il existe, parmi les vestiges d'époque romaine, la « fontaine d'Abraham » aussi nommée « fontaine des juifs » qui date du Ve siècle après J.-C. et qui sera reprise au Moyen Âge au cœur de l'église Saint-Cirgues construite dans ce quartier.

### L'époque médiévale - Un quartier juif
Dès le XIIIe siècle est mentionné dans les textes le faubourg de Fontgiève comme étant un quartier où la présence juive est importante,. Cette dernière s'étend non pas exclusivement au quartier de Fontgiève mais sur le versant méridional de Montjuzet, dont le nom également souligne la présence juive ; ce dernier est une butte sur laquelle se situe, à son pied, le quartier de Fontgiève.
Les traces écrites de la présence juive dans le quartier s'arrêtent aux alentours du XIVe siècle, époque de l'expulsion des Juifs de France. Un autre faubourg juif existait également dans la ville proche et adverse de Montferrand.

### L'époque moderne

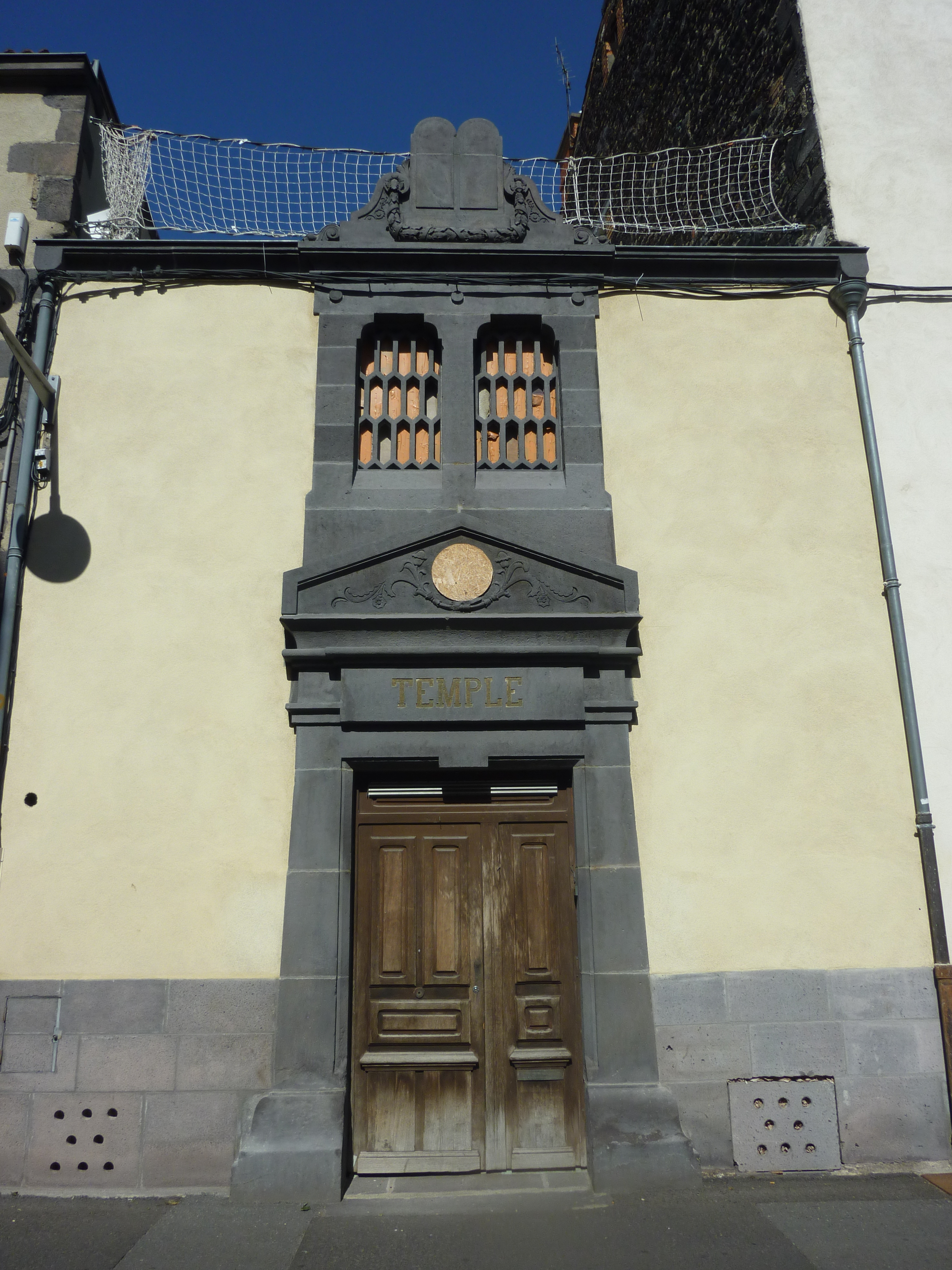
Synagogue Beit Yacov.

La synagogue Beit Yacov
En 1862, est construite rue des Quatre passeports, la synagogue Beit Yacov, par l'architecte François-Louis Jarrier. 
Cette dernière est actuellement un espace muséographique qui se veut culturel et pédagogique sur l'histoire des Juifs clermontois et du judaïsme dans cette ville, et plus largement en Auvergne. L'édifice est inscrit au titre des monuments historiques.